# Людвин (гмина)
Людвин (пол. Ludwin) — сельская гмина (волость) в Польше, входит как административная единица в Ленчинский повет, Люблинское воеводство. Население — 4986 человек (на 2004 год).

## Соседние гмины
1. Гмина Цыцув
2. Гмина Ленчна
3. Гмина Острув-Любельски
4. Гмина Пухачув
5. Гмина Сосновица
6. Гмина Спичин
7. Гмина Уршулин
8. Гмина Усцимув